# The Walk (The Cure)
The Walk è un singolo della band britannica The Cure, pubblicato il 5 luglio 1983. Secondo della Trilogia fantasy, è stato inserito nel dicembre dello stesso anno nell'LP Japanese Whispers.
La versione statunitense del singolo si può considerare un mini-LP, dato che contiene i 2/3 di Japanese Whispers.

## Tracce

### Vinile 7" UK
Lato A
1. The Walk

Lato B
1. The Dream

### Vinile 12" UK
Lato A
1. The Walk
2. Lament

Lato B
1. The Upstairs Room
2. The Dream

### Vinile 12" USA
Lato A
1. The Walk
2. Lament
3. Let's Go to Bed (Extended)

Lato B
1. The Upstairs Room
2. Just One Kiss (Extended)
3. The Dream

## Formazione
- Robert Smith - voce, chitarra, tastiere
- Lol Tolhurst - drum machine, tastiere